# 伊藤黒介
伊藤 黒介（いとう くろすけ、1981年 - ）は、日本の漫画家。男性。

## 経歴
2007年、竹書房とライブドアが共同で開催する第1回Y-1グランプリで二度の奨励賞（4月期・7月期）を取ったのち、『ベルとふたりで』が12月期の月間賞となり、『トモエの風景』でデビューする。『ベルとふたりで』は年間グランプリにノミネートされ、圧倒的大差でグランプリを受賞し、賞金100万円と竹書房4コマ誌およびlivedoor デイリー4コマ双方での連載権を獲得した。
2008年、『ベルとふたりで』の連載を開始。
2009年、『イヴ愛してる』の連載を開始。
2015年、『ベルとふたりで』と『イヴ愛してる』の連載を終了。
現在はイラストコミュニケーション・サービス「pixiv」に活動の場を移しており、イラスト投稿の傍ら、不定期ではあるが『ベルとふたりで』の連載を再開。キャラクターの設定はそのままに、4コマからショート漫画に形式を変えている。

## 人物
血液型はO型。
聴覚障害者である。
『ベルとふたりで』と『イヴ愛してる』の連載終了については、「自分で決めました。理由はいろいろありますが、この仕事の先に展望がなくなりました。想像以上に漫画家というのは孤独な職業でありました」と理由を明らかにしている。また、「普通の仕事であれば、職場には仕事を指示する上司がいて、段取りを教えたり不手際を叱る先輩がいて、相談したり愚痴を言い合ったりする同僚などいたりするものですが、漫画家はそういうものはなく、たとえ新人でもデビューして連載枠を与えられた後は全部１人で考えなきゃいけない。その孤独さへの準備ができていなかったし、結局つぶれたということです」と漫画家の特異性を説明し、「もともと人嫌いで友人もいない性格だったけど、一切他人と会うことのない数年はしみじみとこたえた。他人と全く話さないから見識が全然広がらなくて、学生当時から増えていない知識量でひねりだ出すネタも枯れ果てました」「自分の漫画がウケてるのか、どこをいじればよくなるのか見当がつかず、１人で描いてはデータを送っているだけの独り相撲の状況を自覚した途端、ワーッと嫌になって、衝動的に全部ぶん投げたというのが実情です」など、連載終了を決めた心境を明かしている。今後については「いまさら漫画以外にできることもなく、当面の仕事の話もあり、もう少しやってみるつもりです。おそらく成年漫画というジャンルになると思います。漫画の相談ができる相手とか、手伝ってくれる人とか探したり、効率よく作業できる形とか、そういうのを考えてみます。漫画家というのを舐めてたので、今度はちゃんと準備する。それでダメなら、それまででしょう」とコメントしている。

## 作品リスト
- ベルとふたりで（まんがライフオリジナル、livedoor デイリー4コマ、まんがくらぶオリジナル：2008年9月号 - 2015年12月号、既刊7巻）
- イヴ愛してる（まんがライフMOMO：2010年2月号 - 2015年12月号、既刊2巻）